# زبان‌های همونگ–مین
زبان‌های همونگ-مین (همچنین به نام میائو-یائو نیز شناخته می‌شود) یک خانواده زبانی بسیار نواخت‌بر در جنوب چین و شمال آسیای جنوب شرقی است. آن‌ها در مناطق کوهستانی جنوب چین، از جمله استان‌های گوئیژو، هونان، یوننان، سیچوان، گوانگشی و هوبئی تکلم می‌شوند. گویندگان این زبان‌ها در مقایسه با همسایگان چینی هان که در دره‌های حاصلخیز رودخانه هاساکنند، عمدتاً مردمی کوه‌نشین هستند.